# Cavicchioni paladino dei dollari
Cavicchioni paladino dei dollari  è un film muto italiano del 1920 diretto da Umberto Paradisi.